# Nokia 2610
Le Nokia 2610 est un téléphone de l'entreprise Nokia. Il est monobloc.

## Caractéristiques
- Système d'exploitation Symbian OS S40
- GSM
- 104 × 43 × 18 mm  pour 91 grammes
- Écran 1,5 pouce, 128 × 128 pixels, 65 536 couleurs
- Batterie 1 020 mAh
- Appareil photo numérique : non
- DAS : 0,68 W/kg.